# Olympique Gymnaste Club de Nice Côte d'Azur 1999-2000
Questa voce raccoglie le informazioni riguardanti l'Olympique Gymnaste Club de Nice Côte d'Azur nelle competizioni ufficiali della stagione 1999-2000.

## Maglie e sponsor
Lo sponsor tecnico per la stagione 1999-2000 è Lotto.
| Manica sinistra · Manica sinistra · Maglietta · Maglietta · Manica destra · Manica destra · Pantaloncini · Calzettoni |

## Organigramma societario
Area direttiva
- Presidente: Silvio Rotunno
- Direttore generale: Paolo Taveggia

Area tecnica
- Allenatore: Guy David

## Rosa
| N. |                    | Ruolo | Calciatore         |
| -- | ------------------ | ----- | ------------------ |
| 30 | Francia (bandiera) | P     | Jérémie Breil      |
| 16 | Francia (bandiera) | P     | Damien Grégorini   |
|    | Francia (bandiera) | P     | Hilaire Munoz      |
| 1  | Francia (bandiera) | P     | Bruno Valencony    |
| 4  | Francia (bandiera) | D     | Didier Angan       |
| 20 | Francia (bandiera) | D     | José Cobos         |
| 13 | Francia (bandiera) | D     | Éric Cubilier      |
| 29 | Francia (bandiera) | D     | Noé Pamarot        |
| 14 | Francia (bandiera) | D     | Frédéric Tatarian  |
| 3  | Camerun (bandiera) | D     | Bill Tchato        |
| 2  | Francia (bandiera) | D     | David Terrier      |
| 12 | Francia (bandiera) | D     | Cédric Varrault    |
| 10 | Francia (bandiera) | C     | Dominique Aulanier |
| 19 | Algeria (bandiera) | C     | Majid Ben Haddou   |
| 7  | Francia (bandiera) | C     | Daniel Bravo       |
| 24 | Spagna (bandiera)  | C     | José De La Sagra   |

| N. |                      | Ruolo | Calciatore              |
| -- | -------------------- | ----- | ----------------------- |
| 5  | Francia (bandiera)   | C     | Jean-Christophe Marquet |
| 6  | Francia (bandiera)   | C     | Manuel Nogueira         |
| 17 | Francia (bandiera)   | C     | Stéphane Roche          |
| 22 | Argentina (bandiera) | C     | Pablo Rodríguez         |
| 32 | Francia (bandiera)   | C     | Thibault Scotto         |
| 27 | Francia (bandiera)   | C     | Henri Savini            |
| 31 | Francia (bandiera)   | C     | Janick Tamazout         |
| 18 | Algeria (bandiera)   | A     | Abdelmalek Cherrad      |
| 26 | Francia (bandiera)   | A     | Laurent Gagnier         |
| 23 | Svizzera (bandiera)  | A     | Marco Grassi            |
| 11 | Israele (bandiera)   | A     | Alon Mizrahi            |
| 15 | Francia (bandiera)   | A     | Franck Pottier          |
| 21 | Francia (bandiera)   | A     | Lionel Prat             |
| 25 | Argentina (bandiera) | A     | Emiliano Romay          |
| 9  | Italia (bandiera)    | A     | Cosimo Sarli            |